# Eusaproecius tinantae
Eusaproecius tinantae là một loài bọ cánh cứng trong họ Bọ hung (Scarabaeidae).